# 翻转课堂
翻转课堂（英語：Flipped classroom），又譯為顛倒教室，是一种新的教学模式，2007年起源於美國，翻转课堂會先由學生在家中看老師或其他人準備的標準課程內容，到學校時，學生和老師一起完成作業，並且進行問題及討論。由於學生及老師的角色對調，而在家學習，在學校完成作業的方式，例如使用筆電互動，也和傳統教學不同，因此稱為「翻转课堂」。

## 歷史
2007年，由美國科羅拉多州洛矶山林地公園高中（Woodland Park High School）兩位化學老師貝格曼（Jonathan Bergmann）與山森（Aaron Sams），為解決學生缺課問題並進行補救教學，於是先錄製影片上傳至YouTube，讓學生自己上網自學；課堂上則增加與學生的互動，或解惑、或實驗，啟動了翻轉教室。
山森與貝格曼認為，「翻轉教室」的重點不在於老師自製課堂影片來教學，而是能真正思考如何更有效益的運用課堂互動時間。老師作為知識領域的專家，可以將比較屬於單向傳授的部分，讓學生自行學習，而將面對面的時間用於解決個別問題，且更進一步地用以發展高階的能力 (如：Bloom’s Taxonomy 中知識應用、分析、綜合及評估等能力)。而在整個教學過程中，讓學生主動地去了解、探索問題及深入思考，才能真正地讓學習深化，而所培養的自主學習態度也是一切創新研究的根本。
「翻轉教室」的最大推手是薩爾曼·可汗（Salman Khan），他為了指導親戚小孩數學而錄製教學影片上傳網路，這模式受到微軟創辦人比爾·蓋茨（Bill Gates）注意進而投資。
後來影片內容慢慢擴及各科，成為今天的「可汗學院」（Khan Academy）。至今，每月都有超過百萬名學生會上網來使用可汗學院，影片點閱次數高達四億七千萬次，影響力愈來愈大。

## 內涵
隨著時代的演進，各國教育逐漸朝向以「教師」及「學生」為主體的方向發展，課程與教學的意義也隨之轉變。雖然在狹義的「翻轉教室」定義中，影片是個重要元素，但隨著「翻轉」的概念不斷延伸，討論也從「教學流程」進展到「教育價值觀」層面。
如目前使用率極高的免費教學資源網站「可汗學院」、以及大規模線上開放課程的三大巨頭Coursera、Udacity和edX，即顛覆過去傳統的學習方式—教師在教室中教學，學生聽講之後再回家練習—而是學生自行在家就可以看影片就可以「上課」，由學生主動掌控和參與學習。
翻轉教室目前普遍的核心概念大致包括：扭轉過去課堂上純粹「老師說、學生聽」的單向填鴨，轉而重視「以學生學習為中心」的教學，把學習的發球權還到孩子手上；更看重啟發學生學習動機，幫助學生建構自主學習能力，並認同多元評量與多元價值。誠致教育基金會董事長方新舟曾歸納翻轉教學的關鍵有三：第一是把學習主體還給學生，第二是讓天賦自由，第三是因材施教。
如今，「翻轉」概念的影響力仍不斷擴大中。「讓學生先看影片」成為其中一種方法，但許多教學法也都開始吸納翻轉的精神，透過轉化與在地化，以老師認為最適合自己班上學生的方式，造就「以學習者為中心」的課堂風貌。

## 批評
「翻轉教室」的出現雖具有劃時代的意義，但仍有著教師進行數位課程轉化的挑戰、落入強化追求標準化教育目標的可能、忽略影響個體學習成效因素之複雜性、以及教育與商業過度緊密結合的潛在危機等問題待釐清與克服。「翻轉教室」的理念與批判教育學中理想的「賦權增能教室」有幾分相似之處，對照傳統教室之比較如下表所示。
|          | 翻轉教室                                           | 賦權增能教室                               | 傳統教室               |
| -------- | -------------------------------------------------- | ------------------------------------------ | ---------------------- |
| 知識來源 | 專業領域定義的客觀知識                             | 個人經驗轉化為知識                         | 專業領域定義的客觀知識 |
| 教師角色 | 引導者和協助者                                     | 啟發者                                     | 知識傳授者             |
| 學生角色 | 主動參與者與探究者                                 | 主動參與者與探究者                         | 被動接收者             |
| 師生關係 | 互動、共同探究                                     | 互動、共同探究                             | 單向、上對下的關係     |
| 教學方式 | 混合式學習、自主學習、同儕合作                     | 辯證性的對話                               | 囤積式教學             |
| 設備需求 | 科技設備、網路                                     | 不需任何設備                               | 不需任何設備           |
| 教育目的 | 運用科技促進學生能自主學習，所有人具有平等的競爭力 | 教育是一種批判性的實踐，達成民主社會為目標 | 培育符合社會需求的人才 |

## 外部連結
- 翻轉教育 （页面存档备份，存于）
- 翻轉教室@台灣